# Operatie Basalt
Operatie Basalt was een Britse commando-operatie tijdens de Tweede Wereldoorlog op het door de Duitsers bezette Kanaaleiland Sark.
In de nacht van 3 en 4 oktober 1942 landden 10 commando's op Sark om informatie te verzamelen over de sterkte van het Duitse garnizoen. De commando's namen in het plaatselijke hotel enkele Duitsers gevangen. Nadat ze waren vastgebonden, begon een van de gevangenen te schreeuwen om zo zijn slapende kameraden te waarschuwen, waarop hij prompt werd doodgeschoten. De intussen gealarmeerde Duitsers boden daarop zo hevig weerstand dat de operatie afgebroken moest worden. De commando's namen vier gevangenen mee naar het strand. Onderweg slaagden drie gevangenen erin om te ontsnappen, maar zij werden neergeschoten. De laatste gevangene werd naar Engeland vervoerd en gaf veel bruikbare informatie over de sterkte van de garnizoenen op diverse Kanaaleilanden. Ook een SOE-agent die zich als een Poolse arbeider had voorgedaan, kon worden meegenomen.
De nazipropaganda maakte veel ophef over deze operatie en schilderde de commando's af als barbaren. Het wordt gezegd dat deze operatie dan ook de aanleiding was voor Adolf Hitler om het Kommandobefehl uit te vaardigen.